# Alexander Seton (Militär)
Sir Alexander Seton († um 1348) war ein schottischer Militär, Diplomat und Höfling.

## Herkunft und wechselnde Haltung während des Ersten Schottischen Unabhängigkeitskriegs
Alexander Seton entstammte der Familie Seton, die seit dem Ende des 12. Jahrhunderts Besitzungen östlich von Edinburgh besaß. 1308 schloss er sich Robert Bruce an, der sich während des Schottischen Unabhängigkeitskriegs 1306 als Robert I. zum König der Schotten erhoben hatte. 1309 wechselte Seton jedoch die Seiten und kämpfte auf englischer Seite. Vermutlich wollte er im Besitz seiner Güter zu bleiben, die im weiter englisch beherrschten Lothian lagen. Während der Schlacht von Bannockburn lief er in der Nacht vom 23. zum 24. Juli 1314 zu den Schotten über und unterrichtete sie von der unzureichenden Führung und der schlechten Moral im englischen Lager. Dies bestärkte Robert I. darin, sich am nächsten Tag den Engländern zur offenen Schlacht zu stellen.

## Ratgeber, Höfling und Diplomat im Dienst von Robert I.
Nach dem schottischen Sieg in der Schlacht wurde Seton rasch einer der engsten Ratgeber von Robert I. 1317 ernannte der König ihn zum Steward of the Royal Household. Im September 1317 belagerte er zusammen mt dem Earl of Dunbar erfolglos die wichtige Grenzstadt Berwick. Im August 1328 wurde er Steward des minderjährigen David, des Thronfolgers. Zwischen 1317 und 1320 diente Seton mehrmals als Unterhändler bei Waffenstillstandsverhandlungen mit den Engländern. 1320 besiegelte er mit die Declaration of Arbroath. 1328 gehörte er dem Parlament an, dass in Edinburgh den Frieden mit England billigte. Seton erhielt vom König Landbesitz bei Tranent, Myles, Elphinstone und Falside in Haddingtonshire, dazu Landbesitz bei Barns und bei Haddington. Dazu erhob der König seinen Besitz bei Seton in den Rang einer freien Baronie, während er der Stadt Seton den Status eines Burghal verlieh.

## Rolle während des Zweiten Schottischen Unabhängigkeitskriegs
Vor Januar 1328 wurde Seton Kommandant von Berwick. Während des Zweiten Schottischen Unabhängigkeitskriegs fiel sein Sohn Alexander 1332 im Gefecht bei Kinghorn. Bei der Belagerung von Berwick 1333 starb sein Sohn William bei der Abwehr des Angriffs einer englischen Flotte. Dann hängten die englischen Belagerer seinen dritten Sohn Thomas, der als Geisel gedient hatte, vor den Augen der schottischen Besatzung. Nach dem Sieg der Engländer in der Schlacht von Halidon Hill und der Übergabe von Berwick wechselte Seton trotz des Verlustes seiner Söhne im Kampf gegen die Engländer die Seiten. Er nahm 1334 an einem Parlament des von England unterstützten Thronanwärters Edward Balliol teil. Als die Schotten in den Kampf die Oberhand gewannen, wechselte er aber erneut die Seiten und schwor seinem ehemaligen Schützling David II. die Treue.

## Nachfahren
Seton hatte alle seine Söhne überlebt. Seine Erbin wurde seine Enkelin Margaret Seton.